# Eidètica
La memòria eidètica és l'habilitat de recordar imatges amb nivells de detall molt precisos, sense usar cap regla mnemotècnica. És un fenomen força reduït en infants (entre el 2 i el 10%) i, en adults, és gairebé inexistent. S'ha comprovat que la gent que posseeix aquest tipus de memòria, en provar de recordar una imatge al mil·límetre, mou els ulls lateralment, com si escanegessin una imatge.

## Psicologia
La paraula eidètica prové del vocable grec εἶδος (eidos), que significa "forma". És un tipus de memòria de caràcter gairebé sensorial, amb un temps de permanència que ronda les mil·lèsimes de segon. Precedeix la memòria a curt termini.
En psicologia, les persones amb hipertròfia de la memòria eidètica poden recordar qualsevol cosa que hagin vist o sentit, fins i tot encara que ho hagin percebut una sola vegada i de forma fugaç.
Per causa del nivell de detall que poden arribar a tenir les imatges memoritzades, també se la denomina memòria fotogràfica, terme que, popularment, s'usa de manera intercanviable amb memòria eidètica. Es dona amb freqüència en nens, que, segons es diu, podrien ser capaços de reconstruir una imatge fins al punt de lletrejar una pàgina sencera escrita en un idioma desconegut, havent-la vist durant tan sols uns instants. Tot i això, aquest fenomen és considerat un mite per una part de la comunitat científica.
El que sí que està comprovat és que existeixen alguns tipus de memòria accentuada. Per exemple, la Memòria Autobiogràfica Altament Superior (HSAM, segons les seves sigles en anglès), consisteix a registrar esdeveniments del passat relacionats amb la pròpia experiència d'una forma extraordinàriament detallada i precisa: des d'un esdeveniment familiar fins al que hem llegit o escoltat en un dia particular. La denominació la hi va donar, el 2006, el neurobiòleg James McGaugh, de la Universitat de Califòrnia a Irvine, en un estudi de sis anys sobre una pacient amb aquests símptomes. Hi ha unes 20 persones oficialment diagnosticades amb HSAM, totes als Estats Units.

## En la cultura popular
Alguns personatges de ficció als qui s'atribueix memòria eidètica són: 
- Sheldon Cooper - The Big Bang Theory[7]
- Spencer Reid - Criminal Minds[8]
- Mike Ross - Suits[9]
- Shawn Spencer - Psych[10]
- Malcolm Wilkerson - Malcolm in the Middle[cal citació]
- Lexie Grey - Grey's Anatomy
- Robert Langdon - El codi Da Vinci
- Doctor Strange - Doctor Strange
- Carrie Wells - Unforgettable
- Lisbeth Salander - Millenium
- Taskmaster - Marvel Comics
- Olive Doyle - A.N.T. Farm
- Andrew Minyard - All for the Game Series
- Set de Nou - Star Trek: Voyager T4:E20
- Severian - El Llibre del Sol Nou[11]
- Amelia Folch - El Ministeri del Temps
- Silvester Dodd - Scorpion[cal citació]
- Dr. Shaun Murphy - The Good Doctor
- Megumi Minami - Escola de Detectives
- Wesley Crusher - Star Trek: La nova generació
- Adrian Monk - Monk
- Index Librorum Prohibitorum - To Aru Majutsu no Index

## Filosofia
En filosofia, eidètica es refereix al coneixement intuïtiu de l'essència (del grec eidés). La diferent possibilitat de coneixement del fenomen (aparença) i el noümen (la cosa en si) és una discussió que ve des de Immanuel Kant, com a mínim. A més, la distinció entre el coneixement de la cosa en si i el coneixement de la nostra percepció de la cosa és el tema fonamental d'«Al·legoria de la caverna», del filòsof grec clàssic Plató. Per a la solució del corrent de la fenomenologia, a partir d'Edmund Husserl, el concepte d'eidètica és central.